# Circuito Brasileiro de Voleibol de Praia Masculino Sub-21 de 2016
O Circuito Brasileiro de Voleibol de Praia Sub-21 de 2016, também chamado de Circuito Banco do Brasil de Vôlei de Praia Sub-21, foi a décima quarta edição da principal competição nacional de Vôlei de Praia na categoria Sub-21 na variante masculina, iniciado em 12 de fevereiro de 2016.

## Resultados

### Circuito Sub-21
| Evento                                                                 | Ouro                             | Prata                           | Bronze                         | Quarto lugar                  |
| 1ª Etapa Saquarema, Rio de Janeiro 12 a 14 de fevereiro de 2016.       | Juliano Mendes Adrielson Emanuel | George Wanderley Pedro Henrique | Gabriel Gouveia Igor Borges    | Vitor Micael Mateus Alves     |
| 2ª Etapa Jaboatão dos Guararapes, Pernambuco 10 a 12 de junho de 2016. | Adrielson Emanuel Arthur Lanci   | George Wanderley Kevin Fabel    | Renato Andrew Rafael Andrew    | Vitor Micael Gabriel Santiago |
| 3ª Etapa Rio de Janeiro, Rio de Janeiro 1 a 4 de setembro de 2016.     | Adrielson Emanuel Arthur Lanci   | George Wanderley Renato Andrew  | Gabriel Gouveia Igor Borges    | Jonas Fidélis Matheus Maia    |
| 4ª Etapa Palmas, Tocantins 29 de setembro a 2 de outubro de 2016.      | Adrielson Emanuel Arthur Lanci   | Gabriel Gouveia Igor Borges     | George Wanderley Renato Andrew | Vitor Micael Mateus Alves     |